# Siegfried Fricke
Siegfried Fricke   (Bralorne, 19 de novembre de 1954) és un remer alemany, ja retirat, que va competir sota bandera de la República Federal Alemanya durant la dècada de 1970. És tinent coronel a la reserva.
El 1976 va prendre part en els Jocs Olímpics d'Estiu de Mont-real, on guanyà la medalla de bronze en la prova del quatre amb timoner del programa de rem. Formà equip amb Hans-Johann Färber, Ralph Kubail, Peter Niehusen i Hartmut Wenzel. En el seu palmarès també destaquen dos campionats nacionals, el 1975 i 1976.
Una vegada retirat va estudiar administració pública i es dedicà a la política. Entre el 2000 i el 2006 fou alcalde de Königstein im Taunus per la CDU.